# Рондани, Камилло
Ками́лло Ро́ндани (итал. Camillo Róndani, 21 ноября 1808, Парма — 17 сентября 1879, Парма) — итальянский диптеролог.

## Биография
Родился в семье состоятельных землевладельцев, ведущих свою родословную XII века. Естественными науками увлёкся в возрасте 12 лет, начав собирать коллекцию насекомых. В 1827 году поступил на юридический факультет Пармского университета и одновременно посещал курсы по ботанике и минералогии. Наставником Рондани по естественным наукам был Георг Ян. После окончания университета в 1831 году, Рондани, по рекомендиции Мачедонио Меллони, направился на стажировку в Парижский университет, для подготовки к званию профессора естественной истории Пармского университета. В Париже он посещает лекции ведущих натуралистов, в том числе Кювье. Стажировку пришлось прервать через несколько недель, после захвата Пармы австрийскими войсками. В 1833 году Рондани женится на Петронилле Мусиаре, которая умерла через несколько лет. Её именем он назвал вид мух-журчалок Sphiximorpha petronillae. В 1940 году вступил в Энтомологическое общество Франции и публикует свои первые работы по систематике двукрылых. В 1955 году становится профессором агрономии Пармского университета и директором Института агромномии, созданном при университете. В это же время он женится второй раз на своей двоюродной сестре Элизе Гелати. После 1959 года назначен на должность директора Королевской классической средней школы, оставаясь почётным профессором Пармского университета. В это время он был избран советником провинции Парма и назначен членом Центрального статистического Совета. В 1869 году Рондани вошел в состав учредительного комитета Итальянского энтомологического общества, вице-президентом которого он был с 1871 до конца жизни.

## Вклад в науку
Автор более 200 публикаций, из ниж около 100 работ о двукрылых. Основной труд — «Dipterologiae Italicae Prodromus» в шести томах. Описал 1236 видов и 601 родов насекомых. Предложил название для 12 таксонов двукрылых группы семейства: Trichoceridae, Opetidae, Tanypezidae, Lonchaeidae, Asteiidae, Chloropidae, Drosophilidae, Hypodermatidae, Keroplatinae, Macrocerinae, Lestremiinae, Phlebotominae. Внес вклад также в прикладную энтомологию, в частности изучал насекомых-паразитов.

## Насекомые названные в честь Рондани
В честь Камилло Рондани названы около ста таксонов насекомых, в том числе:
- Cecidomyiidae: Rondaniola Rubsaamen & Hedicke, 1938
- Colydiinae: Rhopalocerus rondanii Villa, 1833
- Fanniidae: Fannia rondanii (Strobl, 1893)
- Elateridae: Tetralobus rondanii Bertoloni, 1849
- Mycetophilidae: Rondaniella Johannsen, 1909
- Pteromalidae: Pteromalus rondanii Dalla Torre, 1898
- Syrphidae: Chrysogaster rondanii Maibach & Goeldlin, 1995
- Tabanidae: Tabanus rondanii Bellardi, 1859, Philoliche rondani Bertoloni, 1861
- Tachinidae: Rondania Robineau-Desvoidy, 1850, Rondanimyia Townsend, 1908, Rondaniooestrus Villeneuve, 1916